# Weidenbach (Niederösterreich)
Weidenbach är ett vattendrag i Österrike.   Det ligger i förbundslandet Niederösterreich, i den östra delen av landet, 40 km öster om huvudstaden Wien.
Trakten runt Weidenbach består till största delen av jordbruksmark. Runt Weidenbach är det ganska tätbefolkat, med 80 invånare per kvadratkilometer.